# Булак (Кижингинский район)
Була́к (бур. Булаг — «ключ, родник») — улус в Кижингинском районе Бурятии. Входит в сельское поселение «Верхнекодунский сомон».

## География
Расположен у южного подножия Худанского хребта в 58 км к северо-востоку от районного центра, села Кижинга, в 4 км к востоку от центра сельского поселения, улуса Чесан, на автодороге местного значения Кижинга — Хуртэй, на правом борте долины реки Чесан (правый приток Худана), в 3,5 км севернее основного русла.

## Население
| 2002 | 2010 |
| ---- | ---- |
| 250  | ↘202 |

## Известные люди

### В селе родились
- Будаев, Александр Нимбуевич — кенсур-лама — председатель Республиканской религиозной организации «Объединение буддистов Бурятии»[3].
- Ямпилов, Баудоржи Базарович (1916—2001), композитор, дирижёр, педагог, музыкально-общественный деятель, народный артист СССР (1983).